# Maria Antonina Czaplicka

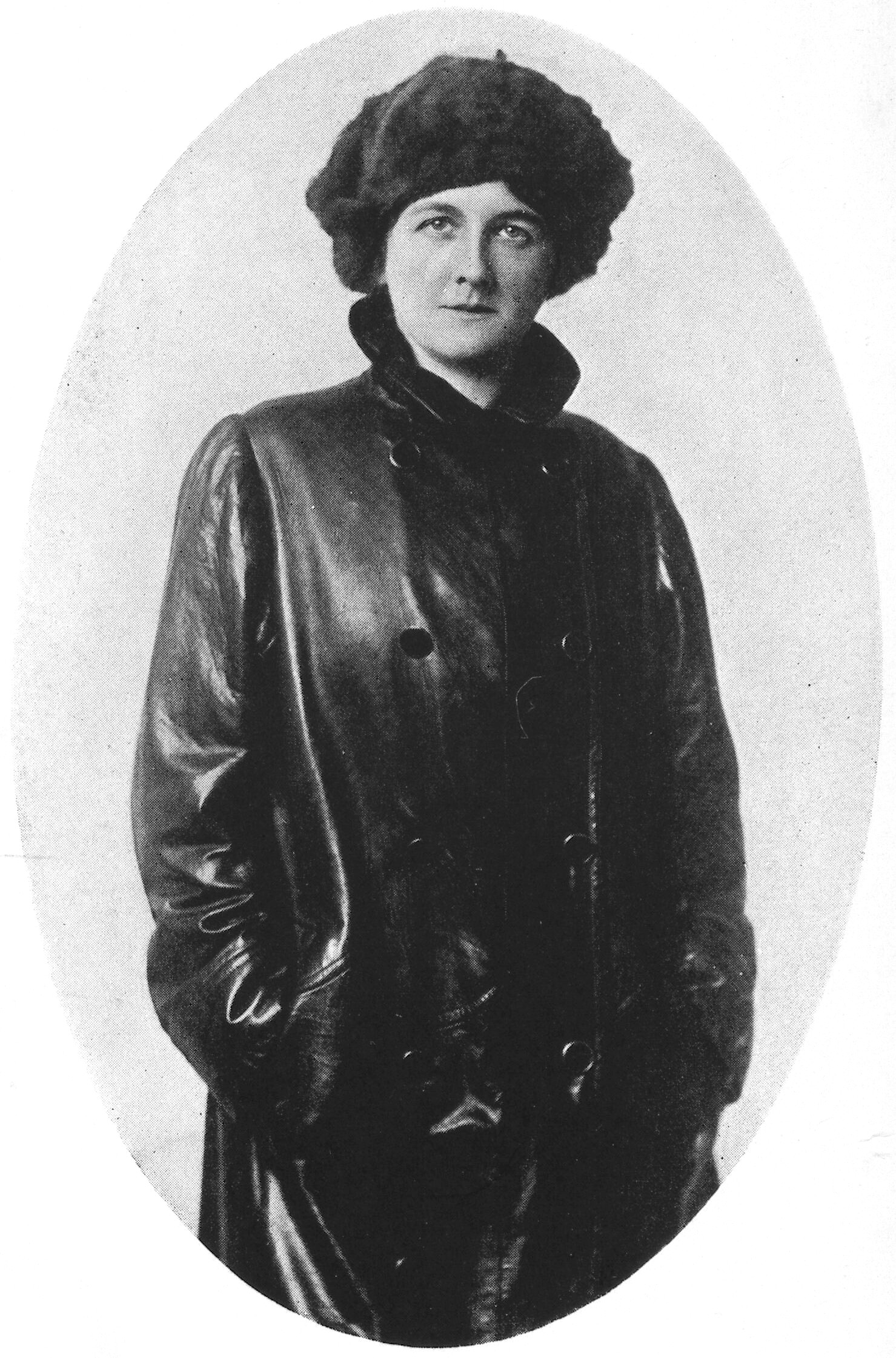
Maria Antonina Czaplicka

Maria Antonina Czaplicka (auch Marie Antoinette Czaplicka) (* 1886 in Warschau; † 26. Mai 1921) war eine polnisch-britische Kulturanthropologin, die am besten für ihre Ethnographie des sibirischen Schamanismus bekannt ist.

## Frühes Leben
Sie wurde 1886 in Warschau in eine verarmte Adelsfamilie geboren. Sie begann ihre Studien auf der „Wyższe Kursy Naukowe“ (eine privat betriebene Universität) und der sogenannten „Flying University“, eine Geheiminstitution der höheren Bildung im russischen Polen. Sie war auch Lehrerin an verschiedenen Schulen in Warschau. 1910 erhielt sie die Mianowski Scholarship und setzte ihre Studien im Vereinigten Königreich fort. Sie verließ Polen zusammen mit Bronisław Malinowski im Jahr 1910 und setzte ihre Studien an der Fakultät für Anthropologie der London School of Economics fort. Ihr Professor Charles G. Seligman schlug vor, dass sie ihre Studien an der Oxford University beenden sollte. Dort entschied R. R. Marett, ihr Tutor, Czaplicka ein Stipendium zu bewilligen und ihre erste Expedition nach Sibirien zu finanzieren. Er glaubte, dass die Russisch sprechende Czaplicka in der Lage wäre, mehr Information über die Stämme Sibirien zu sammeln, als ein englischsprechnder Wissenschaftler, der sich auf Übersetzer stützen müsste.

## Erfolg
Das Ergebnis ihrer ersten Reise war ein Buch mit dem Titel Aboriginal Siberia, das 1914 veröffentlicht wurde. Obwohl es sich an eine kleine Zahl von Wissenschaftlern wandte, wurde es in einer einfachen, doch verständigen Sprache und wurde außerhalb der akademischen Zirkel sehr populär. 1914 startete Czaplicka ihre zweite Expedition nach Sibirien. Zusammen mit dem Ornithologen Maud Haviland, der Malerin Dora Curtis und Henry Usher Hall von der Universität von Pennsylvania Museum kam sie kurz vor dem Ausbruch des Ersten Weltkriegs in Russland an. Nach Kriegsanfang beschlossen Czaplicka und Hall ihre Expedition fortzusetzen, während sich die Damen entschlossen, ins Vereinigte Königreich zurückzukehren. Czaplicka und Hall verbrachten den ganzen Winter mit Reisen an den Ufern des Jenissei entlang, zusammen mehr als 3000 Meilen. Sie machte hunderte von Photographien von der Bevölkerung Sibiriens, machte zahllose Aufzeichnungen zur Anthropometrie und zu ihren Gebräuchen. Die meisten Posten, die sie von dieser Reise zurückbrachte, sind heute im Pitt Rivers Museum in Oxford ausgestellt.

## Rückkehr nach England
Unmittelbar nach ihrer Rückkehr nach England 1915 nahm sie den Vorschlag an, die Fakultät für Anthropologie in Oxford zu übernehmen. Sie hielt Vorlesungen über die Nationen Zentral- and Osteuropas ebenso wie über die Gewohnheiten der sibirischen Stämme. Sie war auch aktiv an der Unterstützung sozialer Organisationen in Polen beteiligt. Sie schrieb auch ein Tagebuch ihrer Reise mit dem Titel My Siberian year (im folgenden Jahr veröffentlicht). Das Buch wurde sehr populär. Nach ihrer Rückkehr nach England 1915 wurde Czaplicka die einzige weibliche Dozentin an der Universität Oxford. Sie war auch die zweite Person in Europa (und eine der ersten in der Welt), die den Doktortitel in Anthropologie erwarb. 1918 wurde sie die erste Frau, der die Aufnahme in die Royal Geographical Society gestattet wurde, und sie erhielt das prestigeträchtige Murchiston Grant. Bald danach kehrte der Professor, dessen Platz sie in Oxford übernommen hatte aus dem Krieg zurück und sie wurde entlassen. Ihr wurde ein Platz im Institut für Ethnographie der Columbia University vorgeschlagen. Sie nahm das Angebot an, aber die Pläne wurden niemals realisiert. Schließlich wurde Czaplicka die Leiterin des Instituts für Anatomie der Bristol University. Nach einem Jahr wurde sie jedoch entlassen. Sie sah sich mit finanziellen Schwierigkeiten konfrontiert und vergiftete sich am 26. Mai 1921. Sie ist auf dem Wolverote-Friedhof in Oxford begraben.

## Nachleben
In ihrem Testament gab Czaplicka alle ihre Aufzeichnungen und Berichte ihrem Kollegen Henry Usher Hall. Der Bericht über ihre Reise aus dem Jahr 1914 wurde niemals veröffentlicht und ihre persönlichen Tagebücher wurden nie gefunden. Aus diesem Grund ist über ihr Privatleben wenig bekannt. In den polnischen Museen gibt es mehrere private Briefe von Czaplicka an Malinowski und Władysław Orkan, einem der prominentesten polnischen Dichter der Zeit. Sie war nie verheiratet.

## Werke
- Aboriginal Siberia, a study in social anthropology. With a preface by R. R. Marett. Clarendon Press, Oxford 1914.
- My Siberian year; with thirty-two illustrations from photographs. London, Mills and Boon, 1916.
- The Turks of Central Asia in history and at the present day. An inquiry into the Pan-Turanian Problem and Bibliographical Material Relating to the Early Turks and the Present Turks of Central Asia. Oxford Clarendon Press 1918. Reprint 1973.
- Collected Works. London, Curzon Press 1999.